# La Flecha de Torío
La Flecha de Torío es una localidad española, perteneciente al municipio de Garrafe de Torío, en la provincia de León y la comarca de Tierra de León, en la Comunidad Autónoma de Castilla y León.
Situado en la margen izquierda del Río Torío.
Los terrenos de La Flecha de Torío limitan con los de Matueca de Torío al norte, Manzaneda de Torío al noreste, Gallegos de Curueño al este, Ruiforco de Torío al sureste, Garrafe de Torío al sur, Valderilla de Torío al suroeste, Cuadros, Cabanillas, La Seca de Alba y Cascantes de Alba al oeste y La Robla, Alcedo de Alba y Fontanos de Torío al noroeste.
Perteneció a la antigua Jurisdicción del Abadengo de Torío.